# Гамильтон, Анжелика
Анже́лика Га́мильтон (англ. Angelica Hamilton) (25 сентября 1784 года — 6 февраля 1857 года) — второй ребёнок и старшая дочь Элизабет Скайлер и Александра Гамильтона, который был первым министром финансов США и одним из отцов-основателей Соединённых Штатов.

## Ранние годы
Анжелика была описана как чувствительная, живая и музыкальная девушка в молодости. Говорят, что по красоте она напоминала свою тётю по материнской линии, Анжелику Скайлер, в честь которой её назвали. Во времена, когда её отец был министром финансов, Марта Вашингтон брала с собой Анжелику на уроки танцев вместе со своими детьми.
В письме своей 9-летней дочери, что на тот момент была в Олбани у родителей своей матери, Гамильтон писал:

Я был очень рад узнать, моя дорогая дочь, что ты собираешься изучать французский. Мы надеемся, что ты будешь во всех отношениях вести себя так, чтобы обеспечить добрую волю и уважение всех тех, с кем ты находитесь. Если произойдёт что-то неприятное, будь всегда готова принести искренние извинения. Но лучший способ — это действовать с вежливостью, хорошими манерами и осмотрительностью, чтобы никогда не иметь повода для извинений. Твоя мама присоединяется к тебе с огромным удовольствием. Прощай, моя безгранично дорогая дочь.

Помимо уроков французского и танца, Анжелика играла на пианино, которое ей купила её тётя Анжелика Чёрч, которое отправили из Лондона в Нью-Йорк через друга её отца. Александр Гамильтон, по словам внука, обладал «богатым голосом» и любил петь популярные песни того времени, а «Анжелика часто сопровождала его на рояле или арфе и, похоже, получила все преимущества музыкального образования.»

## Психическое заболевание
В ноябре 1801 года, когда Анжелике было 17 лет, её старший брат, Филипп Гамильтон, скончался от ран, полученных в результате поединка с Джорджем Икером. Известие о смерти Филиппа спровоцировало психическое расстройство, в результате которого Анжелика оказалась в состоянии, описанном как «вечное детство», и часто не могла даже узнать членов семьи.
Племянник Анжелики, психиатр Аллан МакЛэйн Гамильтон, описал свою тётю как «инвалида» и её состояние как тип «безумия». Доктор Гамильтон написала:

Получив известие о смерти своего брата в дуэли с Икером, она испытала настолько сильное потрясение, что её разум стал постоянно ослабленным, и хотя о ней заботилась её преданная мать, в течение долгого времени не было наблюдаемых улучшений в её состоянии.

Хотя подробности произошедшего не ясны с точки зрения современной медицины, историк Рон Чернов также описал внезапное и быстротечное ухудшение психического здоровья Анжелики как её реакцию на смерть Филиппа, с которым она была очень близка. Другие современные авторы описали проблему психического здоровья, которая продолжалась до конца жизни Анжелики, без обсуждения, причинно-следственной связью.
Несмотря на все усилия родителей достучаться до неё, состояние Анжелики только ухудшалось. Её отец написал своему другу Чарльзу Котсуорту Пинкни и попросил прислать Анжелике арбузы и трёх попугаев, так как она «очень любила птиц». После посещения дома Гамильтонов, Джеймс Кент тактично охарактеризовал в Анжелике такие качества как «очень необычную простоту и скромность поведения».

## Личная жизнь
Анжелика никогда не была замужем и не имела детей.

## Взрослая жизнь и последние годы
Спустя годы после смерти Александра Гамильтона, мать Анжелики больше не могла заботиться о ней. Анжелику в конечном итоге поместили на попечение доктора Макдональда из Флашинга, Куинс, где она оставалась до конца своей жизни. В этот период её племянник писал:

В течение своих последних лет, она постоянно говорила о дорогом ей брате, как будто он жив. Её музыка, которую её отец контролировал и поощрял, оставалась у неё все эти годы. До конца она играла те же старомодные песни и менуэты на почтенном пианино, которое было куплено для неё много лет назад.

В 1848 году сестра Анжелики Элиза Гамильтон Холли перевезла свою 91-летнюю мать Элизабет из Нью-Йорка в Вашингтон, округ Колумбия, где она умерла в 1854 году в возрасте 97 лет. Элизабет Гамильтон в своём завещании просила, чтобы её другие дети были «добрыми, ласковыми и внимательными» к её «несчастной дочери Анжелике». Элайза Холли в письме к тёте, предвкушающем смерть Анжелики, отметила, что их мать не хотела пережить Анжелику, и написала:

Бедная сестра, какое счастливое освобождение будет у неё! Потеряла для себя полвека.

Через три года после смерти её матери, в феврале 1857 года, Анжелика умерла в Нью-Йорке в возрасте 72 лет. Она была похоронена в округе Вестчестер, штат Нью-Йорк, на кладбище Сонная Лощина, где её сестра Элайза будет похоронена спустя два года; в 1878 году там же был похоронен их брат Джеймс-Александр Гамильтон.